# 間眠神社
間眠神社（まどろみじんじゃ）は、静岡県三島市東本町にある神社。

## 概要
三島田町駅と三島二日町駅の中間、三嶋大社の参道である旧下田街道の西脇に鎮座している。一帯は旧・二日町（現・東本町）であり、二日町という地名も、元々は当社の市が毎月2日に開かれたことに因む。
創建は不詳。この神社は元々は韮山町（現・伊豆の国市北部）の長崎に祀られていたが、狩野川の大きな氾濫によってその祠が二日町に流れ着き、祀られるようになったとされ、その縁で現在でも8月1日の例祭日には韮山町の長崎から大注連縄（おおしめなわ）が奉納されている。
治承4年（1180年）、源頼朝が伊豆の蛭ケ小島に流されていた時、三嶋大社に源氏再興の願を立てる参詣の途中、この神社の境内の大きな松の木の根元で仮睡をしたことから、間眼(まどろみ)神社と呼ばれるようになったとされる。

## 祭神
- 豊受姫命